# Кодень (остановочный пункт)
Кодень (бел. Кодзень) — железнодорожная платформа и остановочный пункт Брестского отделения Белорусской железной дороги в Брестском районе Брестской области.
Расположен на юго-западной окраине агрогородка Страдечь. Находится на линии Брест-Южный — Влодава, соседними остановочными пунктами являются Страдечь и Знаменка.